# Kloster Wulfshagen
Kloster Wulfshagen ist ein Ortsteil von Marlow, einer amtsfreien Stadt im Westen des Landkreises Vorpommern-Rügen in Mecklenburg-Vorpommern (Deutschland).

## Geschichte

### Mittelalter
Wulfshagen wird 1233 erstmals urkundlich erwähnt. Überliefert ist, dass die Siedlung in der zweiten Hälfte des 14. Jahrhunderts von einer Familie Zepelin bewohnt wird, woraufhin eine Umbenennung in Zepelin-Wulfshagen erfolgt.

### 18. und 19. Jahrhundert
Am 6. Dezember 1730 verkauft die Familie die Siedlung für 17.500 Taler an das Klarissenkloster Ribnitz, die sie in Kloster Wulfshagen umbenennt. Um 1750 entsteht auf der höchsten Erhebung des Dorfes die Dorfkirche, die heute noch das Ortsbild der Siedlung prägt. Mitte des 19. Jahrhunderts wird die Familie Adolf von Neumann der neue Pächter von Kloster-Wulfshagen. Nach dem Tod verbleibt die Witwe Caroline gemeinsam mit ihrem Verwandten Otto Lembke auf dem Gut. 1898 zählt man dort insgesamt 125 Einwohner.

### 20. Jahrhundert
1911 übernimmt der neue Pächter Franz von Neumann die Kirche. Dessen Scheune brennt 1928 ab, da nicht genügend Löschwasser zur Verfügung steht. Nach dem Ende des Zweiten Weltkriegs wird die Familie 1945 von dem Gut vertrieben; in das Gutshaus ziehen Flüchtlinge ein. Vier Jahre später wohnen in Kloster Wulfshagen insgesamt 335 Einwohner, davon 253 Umsiedler. Um die große Anzahl Menschen mit Wohnraum zu versorgen, wird 1950 ein Bauausschuss gegründet, dem neben der amtierenden Bürgermeisterin Anneliese Trotz der Vorsitzende der Nationalen Front sowie zwei Neubauern angehören. 1957 werden ein Kulturraum und ein Feuerwehrgeräteschuppen errichtet. Am 13. August 1959 schließt sich die Siedlung mit dem benachbarten Brünkendorf zusammen. 1969 entsteht in den ehemaligen Schulräumen eine Konsum-Verkaufsstelle, welche die Versorgung der Einwohner mit Lebensmittel erheblich verbessert. 1983 feiert Kloster Wulfshagen seine 750-Jahr-Feier.

## Einwohnerentwicklung
| Jahr      | 1704 | 1880 | 1885 | 1890 | 1900 | 1905 | 1927 | 1930 | 1949 | 1980 | 1985 | 2000 | 2005 |
| --------- | ---- | ---- | ---- | ---- | ---- | ---- | ---- | ---- | ---- | ---- | ---- | ---- | ---- |
| Einwohner | 98   | 146  | 139  | 130  | 123  | 122  | 130  | 118  | 335  | 110  | 87   | 94   | 60   |

## Sehenswürdigkeiten
- In der Liste der Baudenkmale in Marlow sind für Kloster Wulfshagen zwei Baudenkmale aufgeführt, darunter die Kirche mit Friedhof und Feldsteinmauer.
- Turmhügel Kloster Wulfshagen